# Endocannabinoide system
Det endocannabinoide system (ECS) er et biologisk signalsystem, der spiller en central rolle i nervesystemet under dets udvikling, og som påvirker nervefunktionen i det modne nervesystem. Det består af endocannabinoider (fra græsk: endon, indvendig) og cannabinoidreceptorer, samt de enzymer, der er involveret i metabolismen af endocannabinoiderne. Cannabinoidreceptorerne er samtidig mål for det aktive stof i cannabis, Δ(9)-tetrahydrocannabinol.

## Cannabinoidreceptorer
Cannabinoidreceptorer er receptorer, der er placeret i det centrale og perifere nervesystem. De sidder i nervecellernes cellemembran, og aktiveres udefra når de binder cannabinoider. Den mest almindelige er cannabinoid-receptor 1 (CB1),, men flere andre receptorer er også involveret i systemet, for eksempel CB2, GPR55,, TRP-kanaler og PPAR.

## Cannabinoider
Cannabinoider er stoffer, der kan binde til og aktivere cannabinoidreceptorer. Det første cannabinoid blev isoleret i 1964. Det var ikke et endocannabinoid, men den psykoaktive ingrediens i planten Cannabis sativa, Δ(9)-tetrahydrocannabinol (THC: C21H30O2), et såkaldt phytocannabinoid (fra græsk: phyton, plante). Næsten 30 år senere blev de endogene modstykker af THC, kollektivt betegnet som endocannabinoider, opdaget: Først anandamid (arakidonoylethanolamin) i 1992, som blev navngivet efter det indiske ord for lyksalighed (fra sanskrit: ananda; lykke, glæde), og derefter 2-arakidonoyl-glycerol (2-AG) i 1995.

### Endocannabinoider
Endocannabinoider, endogene cannabinoider, er lipider produceret i kroppen, som har en effekt på cannabinoidreceptorer. De udøver kompleks styring over mange kropslige systemer, primært i inflammation eller immunitet, og som budbringere i centralnervesystemet.
Endocannabinoider sammen med deres tilknyttede receptorer er rigt til stede i hjernen, samt alle andre organer i kroppen. Endocannabinoider er alle eicosanoider, som er signalmolekyler fra oxidation af 20-carbon-fedtsyrer.
Anandamid og 2-arakidonyl-glycerol (2-AG) er de mest velundersøgte endocannabinoider. 2-AG aktiverer både CB1- og receptoren med en stærk effekt, mens anandamid aktiverer CB1- og CB2-receptorerne med en svagere effekt.

### Phytocannabinoider
Phytocannabinoider er cannabinoider produceret af planter. Den største mængde findes i cannabis, der udvindes fra Cannabis sativa, i hvilken tetrahydrocannabinol (THC) og cannabidiol (CBD) er de mest almindelige cannabinoider. THC udøver sin hovedeffekt gennem sin binding til cannabinoidreceptorer.

## Enzymer
Det endocannabinoide system omfatter også de enzymer, der syntetiserer og nedbryder endocannabinoiderne. De omfatter blandt andet fedtsyreamid-hydrolase (FAAH), der nedbryder anandamid, og monoacylglycerol lipase (MAGL) som nedbryder 2-arakidonoyl-glycerol (2-AG).

## Funktion
Funktionen af det endocannabinoide system er ikke fuldt ud forstået og er genstand for forskning.

### Centralnervesystemet
Systemet har en funktion i blandt andet udvikling og modulering af centralnervesystemet.

### Immunsystemet
Systemet regulerer på celleniveau visse celler i immunsystemet.